# Paulhac (Alta Garonna)
Paulhac è un comune francese di 1 148 abitanti situato nel dipartimento dell'Alta Garonna nella regione dell'Occitania.

## Società

### Evoluzione demografica
Abitanti censiti